# Eixener See
Der Eixener See ist ein See im Gemeindegebiet Eixen des Landkreises Vorpommern-Rügen in Mecklenburg-Vorpommern. Es ist ein wenig gegliedertes Gewässer nördlich des namensgebenden Ortes. Der See hat eine markante Bucht an der Westseite und ein etwa kreisrundes Becken in Osten. Hier befindet sich auch die tiefste Stelle des Sees. Er hat eine Ost-West-Ausdehnung von etwa 540 Metern und ist bis zu 350 Meter breit. Das Gewässer hat einen Umfang von etwa anderthalb Kilometern. Den See durchfließt die Bek, welche sieben Kilometer östlich in die Blinde Trebel mündet. Etwas südlich des Sees erhebt sich der wenig über 27 Meter hohe Mühlenberg. Am westlichen Seeufer schließt sich das Feuchtgebiet Ellernquell an. Am Ostufer befindet sich eine Badestelle.

## Nachweise
1. ↑  Gewässerverzeichnis LAV-MV. Abgerufen am 11. Juni 2022.
2. ↑  www.lav-mv.de (PDF; 69 kB)
3. ↑  Karten und Luftbilder des Geoportals MV